# Московское барокко
Моско́вское баро́кко — условное название стиля русской архитектуры последних десятилетий XVII — первых лет XVIII века, основной особенностью которого является широкое применение элементов архитектурного ордера и использование центрических композиций в храмовой архитектуре. Его частными случаями являются «нарышкинское барокко» и «Голицынское барокко».

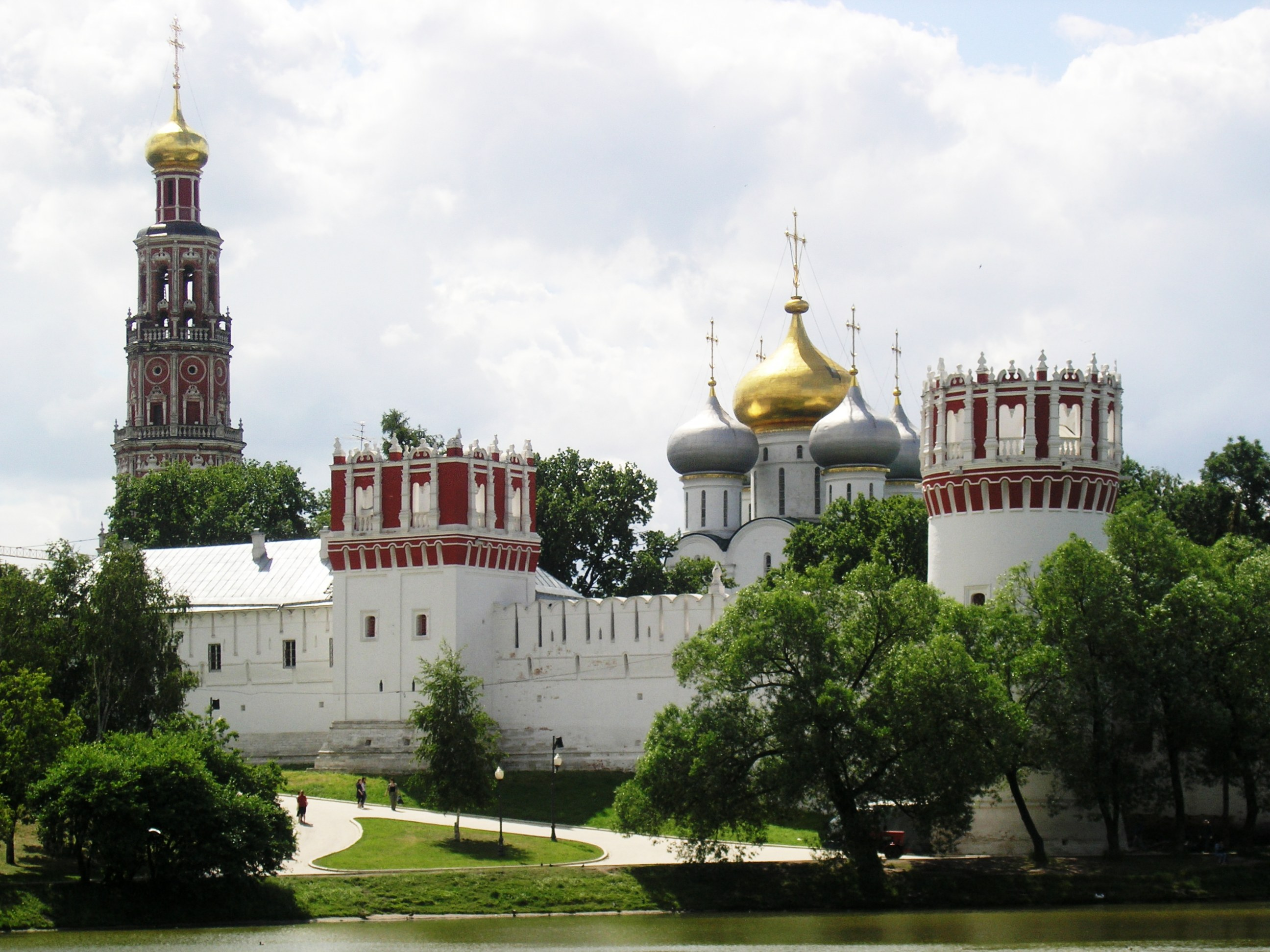
Ансамбль Новодевичьего монастыря в Москве

## Терминология
Своеобразие архитектурно-композиционных решений и декоративного убранства русского каменного зодчества конца XVII столетия привлекло к себе внимание ещё в середине XIX века. Иван Снегирёв в 1852 году выделил его как отдельное явление русского зодчества данной эпохи. Той же точки зрения во второй половине XIX века придерживались Лев Даль, Андрей Павлинов, Николай Султанов и другие исследователи русской архитектуры. Позже Фёдор Горностаев предложил для определения индивидуальных особенностей каменной архитектуры последних десятилетий XVII века термин московское барокко, но ввиду того, что многие храмы данного периода были возведены на средства бояр Нарышкиных, данный период стали нередко именовать также и нарышкинским.
Термин московское барокко получил широкое признание со времени выхода «Истории русского искусства» под редакцией Игоря Грабаря в 1910—1915 годах. Лексему часто использовал советский искусствовед Владимир Згура, в целом признававший русское барокко как явление русского искусства XVII века. Московским барокко Згура обозначал вторую стадию развития русской архитектуры XVII века, с 1660-х годов.
В дальнейшем термин получил критическую оценку исследователей. Доктор искусствоведения Николай Брунов считал, что русская архитектура XVII века не имела ничего общего с барокко, в ней «полным победителем осталось средневековое мировоззрение». Искусствовед Алексей Некрасов делил архитектуру конца столетия на традиционный средневековый «нарышкинский» стиль и барочный «тессиновский» (концепция не выдержала проверку временем). Позже Алексей Некрасов писал, что «лучше говорить о „нарышкинском“ стиле, нежели о московском барокко, так как именно принципиальных моментов выражения барокко как раз в нём нет».
Историк архитектуры, один из крупнейших специалистов по древнерусской архитектуре Павел Раппопорт считал, что архитектурный стиль, сложившийся к 1690-м годам, «совершенно неприемлемо» называть «древнерусским барокко» или «московским барокко», поскольку русская архитектура рубежа XVII—XVIII века являлась своеобразным явлением, не связанным по происхождению с западноевропейским барокко. Широко распространившееся другое название — «нарышкинский стиль» или «нарышкинская архитектура», иногда «нарышкинское барокко» — учёный считал возможным применять только как условное наименование, поскольку оно не определяло общий характер стиля.
Собственную концепцию выдвинул историк искусства Борис Виппер, отождествивший русское зодчество конца XVII века с маньеризмом. Виппер уже не использовал термин московское барокко и писал, что под «нарышкинским стилем» «мы разумеем в данном случае (за отсутствием другого, более подходящего термина) не только определённую группу зданий, выстроенных Нарышкиными, но и весь широкий комплекс русской (и особенно московской) архитектуры конца XVII — начала XVIII в.» Искусствовед особо отмечал, что «нарышкинский стиль» нельзя называть русским барокко и «никоим образом не следует отождествлять с той стадией в развитии общеевропейской архитектуры, которая именуется стилем барокко».
Термин нарышкинский стиль, как обобщающий для всей русской каменной архитектуры конца XVII века, ввёл в употребление историк архитектуры Михаил Красовский, писавший: «…стиль этот довольно часто именуется „нарышкинским“; последнее название наиболее меткое… так как оно, по крайней мере, подчеркивает тот факт, что большинство церквей этого стиля построено Нарышкиными». Помимо Виппера, термин в таком же значении активно использовали искусствоведы Михаил Алпатов и Олег Сопоцинский. В наши дни данной точки зрения придерживается искусствовед, крупный специалист по русскому искусству XVII века Ирина Бусева-Давыдова.
В конце XIX — начале XX века также возникли различные «авторские» термины для описания похожих стилевых направлений в архитектуре конца XVII века — «строгановский стиль», «украинский стиль», «голицынское барокко», «казанское барокко». Ни одно из них, за исключением петровского барокко, в современной научной литературе не закрепилось.
Историк архитектуры Алексей Тиц отмечал, что термин московское барокко является условным обозначением стилевого явления конца XVII века, в котором особенно ярко отразились черты нового в русской архитектуре. С одной стороны, обозначение его как московское акцентирует распространение стиля прежде всего в постройках Москвы и Подмосковья, среди круга образованных заказчиков, стремившихся применять достижения западноевропейской культуры. С другой стороны, термин «барокко» не совсем точно отражает типологический характер русской архитектуры конца XVII века. Названия «строгановское» или «нарышкинское» Тиц считал нерелевантными, поскольку они относятся исключительно к заказчикам и не могут определять стилистические признаки, а лишь отражают своеобразие архитектурных школ. На основании изложенного, исследователь писал, что наиболее точным является термин «русская архитектура конца XVII века».
Старший научный сотрудник Древнерусского сектора Государственного института искусствознания Юлия Тарабарина писала, что после того как Ирина Бусева-Давыдова в статье «О концепциях стиля русского искусства XVII века в отечественном искусствознании» (1990) предложила использовать нейтральное название «нарышкинский стиль», историки русской архитектуры в основном отказались от термина «барокко» по отношению к русской архитектуре конца XVII века, оставив его в применении к XVIII столетию.

## Предпосылки к появлению

Церковь Всех Святых, построенная Д. В. Аксамитовым в Киево-Печерской лавре, 1698—1699 гг.

Во второй половине XVII века в русской культуре начал ощущаться поворот к гражданским началам общественной жизни, обращение к человеческой личности как основному элементу бытия. Этот феномен был назван «Русским предвозрождением» (Д. С. Лихачёв). В архитектуре наметился отход от условности средневековой архитектуры к рациональным, формам ордера. Эти процессы были сходны с началом эпохи Возрождения в Западной Европе.
Однако ранее, в конце XIX — начале XX века, искусствоведами был выделен архитектурный стиль, связанный с традициями западно-европейского ордера. Игнорируя культурные предпосылки его возникновения, а используя лишь хронологическое соответствие с искусством Западной Европы конца XVII века, направление было названо «барокко». Более того, учитывая бытовавшее тогда мнение, что всё прогрессивное в русской культуре конца XVII века связано исключительно с Петром I и его ближайшим окружением, этот русский вариант барокко был назван «нарышкинским», по имени родственников Петра I по линии матери, Нарышкиных, якобы первыми начавших возводить постройки, отличавшиеся по своей архитектуре от традиционной стилистики зданий Древней Руси. Первыми зданиями в стиле «нарышкинское барокко» назывались церковь Покрова в Филях и собор Высокопетровского монастыря.
Позднее, в 1960-х годах, в результате исследований было установлено, что ключевой памятник «нарышкинского барокко» — собор Высокопетровского монастыря был построен ещё в начале XVI века. Также были обнаружены памятники, сооружённые раньше церкви Покрова в Филях, но имеющие ту же стилистику. Среди этих зданий оказались постройки Новодевичьего монастыря и, особенно, церковь Параскевы Пятницы в Охотном Ряду, построенная по заказу князя В. В. Голицына, государственного канцлера и ближайшего сподвижника царевны Софьи. Таким образом, название «нарышкинское барокко» потеряло актуальность.
Некоторые исследователи (М. А. Ильин) обратили внимание, что начальная фаза «московского барокко» тесно связана с возобновлением строительства Воскресенского собора Ново-Иерусалимского монастыря, и что как ордерная декорация, так и центричность планировочного решения, характерная для церковных построек «московского барокко», могла быть заимствована столичными мастерами именно из этого здания. Воскресенский собор был заброшен после осуждения и ссылки патриарха Никона (1666). Царь Фёдор Алексеевич добился прощения и возвращения Никона (1681); по его повелению строительные работы в Воскресенском соборе были продолжены после более чем десятилетнего перерыва. С прощением Никона архитектура Воскресенского собора привлекла к себе внимание просвещенных кругов Москвы: элементы объемно-пространственного решения и система оформления собора были взяты в качестве исходных образцов для создания нового стиля в архитектуре.
Все эти исследования показали связь скорее с архитектурой раннего ренессанса, нежели барокко, но учитывая сложившуюся терминологию, было решено оставить название «барокко» (с территориальным обозначением «московское»), хотя современные исследователи признают, что это «… барокко, несущее ренессансную функцию».

## Хронологические рамки стиля

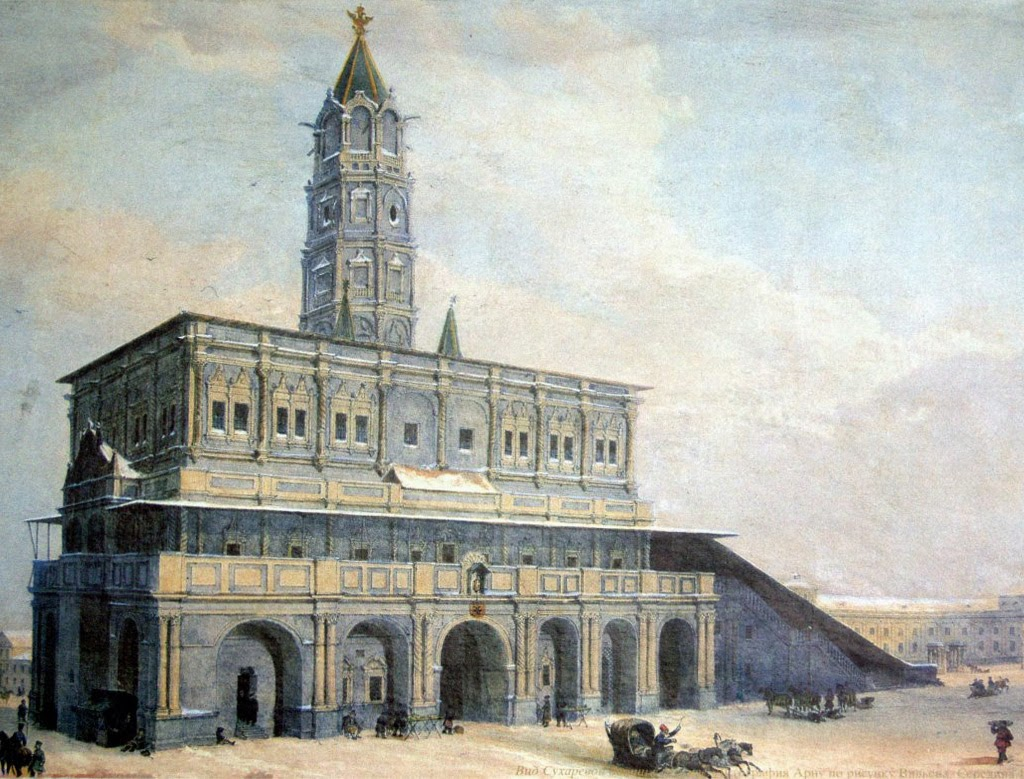
Сухарева башня — пример гражданской архитектуры московского барокко

Основным периодом развития архитектуры «московского барокко» можно считать временной интервал с начала 1680-х до первых лет 1700-х годов в Москве. В регионах России пространственные решения и характерная система оформления (но в несколько упрощенном виде) прослеживается вплоть до конца XVIII века. Постепенное затухание столичного направления «московского барокко» можно связать с постепенным переходом столичной жизни в Петербург и ориентацию на западноевропейскую архитектуру и её мастеров, открыто провозглашенную Петром I.

## Внутристилевые течения
Московское барокко в своем классическом варианте представляет собой стилистически довольно однородное явление. Вне зависимости от географического расположения художественные элементы оформления — ордер, обрамления оконных и дверных проемов — следуют стандартной модели и потому легко узнаваемы.
Однако существует несколько групп зданий, имеющих существенные отличия от основного направления, но не выходящих за пределы стиля. Направления обязаны своим появлением, главным образом, вкусам конкретных заказчиков.

### Строгановский стиль
В первую очередь это относится к постройкам, возводимым по заказу крупного промышленника Строганова в Приуралье. Для построек этой группы характерна их относительная локальность. В художественном плане архитектура строгановских зданий сравнительно с московскими памятниками более насыщена декоративным оформлением, элементы ордера имеют иногда даже более классический облик, чем в Москве, что позволяет выделить это направление как «строгановский стиль».

### Нарышкинский стиль
Нарышкинское или московское барокко представляет собой условное название специфического стилевого направления в русской архитектуре конца XVII — начала XVIII вв., начального этапа в развитии архитектуры русского барокко. Своим названием архитектурное течение обязано молодому, ориентированному на Западную Европу боярскому роду Нарышкиных, в чьих московских и подмосковных имениях были построены церкви с некоторыми элементами нового для России того времени стиля барокко.
Главное значение нарышкинского стиля состоит в том, что именно он стал связующим звеном между архитектурой старой патриархальной Москвы и новым стилем (петровским барокко) возводимого в западноевропейском духе Санкт-Петербурга[1]. Существовавший одновременно с нарышкинским, более близкий к западноевропейскому барокко голицынский стиль (здания, возведённые в нём, иногда причисляют к нарышкинскому стилю либо используют для них обобщённое понятие «московское барокко») оказался лишь эпизодом в истории русского барокко и не смог сыграть подобной важной роли в истории русского зодчества.

#### Название
Церковь Покрова в Филях
Название «нарышкинский» закрепилось за стилем после пристального изучения в 1920-е годы церкви Покрова, построенной в принадлежавших в конце XVII века Нарышкиным Филях[2]. С тех пор нарышкинскую архитектуру иногда называют «нарышкинским барокко», а также, учитывая основной район распространения этого явления, «московским барокко». Однако возникает определённая сложность при сопоставлении этого архитектурного направления с западноевропейскими стилями, и связана она с тем, что, стадиально соответствуя раннему возрождению, нарышкинский стиль со стороны формы не поддаётся определению в категориях, сложившихся на западноевропейском материале, в нём присутствуют черты как барокко, так и ренессанса и маньеризма. В связи с этим предпочтительнее использовать имеющий длительную традицию употребления в научной литературе термин «нарышкинский стиль»[3].

#### Предпосылки к возникновению
В XVII веке в русском искусстве и культуре появилось новое явление — секуляризация, выражавшаяся в распространении светских научных знаний, отходе от религиозных канонов, в том числе, в зодчестве. Примерно со второй трети XVII века начинается формирование и развитие новой — светской культуры.
В архитектуре обмирщение выражалось прежде всего в постепенном отходе от средневековых простоты и строгости, в стремлении к внешней живописности и нарядности. Все чаще заказчиками строительства церквей становились купцы и посадские общины, что играло важную роль в характере возводимых построек. Был возведён ряд светских нарядных церквей, что однако не находило поддержки в кругах церковных иерархов, которые сопротивлялись обмирщению церковного зодчества и проникновению в него светского начала. Патриарх Никон в 1650-е годы запретил строительство шатровых храмов, выдвинув взамен традиционное пятиглавие, что способствовало появлению ярусных храмов.
Однако влияние светской культуры на русское зодчество продолжало усиливаться, в него также фрагментарно проникали некоторые западноевропейские элементы. После заключения Россией Вечного мира с Речью Посполитой в 1686 году это явление усилилось: установившиеся контакты способствовали масштабному проникновению европейской архитектуры в страну, в том числе через Польшу, перенявшую все черты своего барокко от Европы, «переосмысление» новых элементов русскими мастерами и определило специфичный характер нового возникнувшего архитектурного направления — нарышкинского стиля.

#### Особенности
Церковь Покрова в Филях

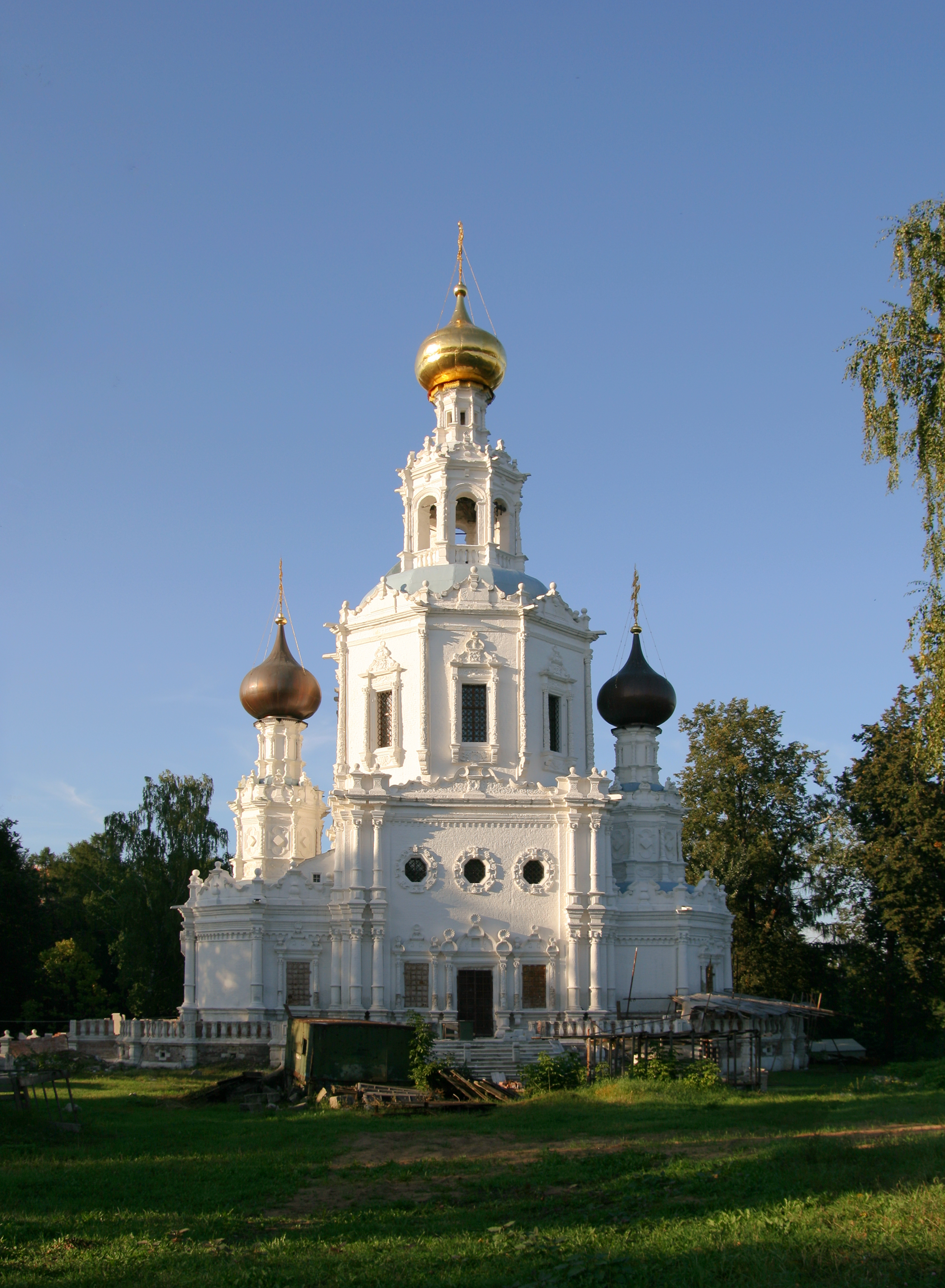
Храм Троицы Живоначальной в Троице-Лыкове (1698—1703).
Мартимьян Нарышкин (родной дядя царя Петра) получил это имение в 1690 году. От первого брака с царевной Евдокией Васильевной Сибирской (†11 апреля 1691 года) у него осталась одна только дочь, ставшая позже женой князя Василия Петровича Голицына. В марте 1697 года, после внезапной смерти 32-х летнего Мартимьяна, имение наследовал его брат Лев Нарышкин, родной дядя царя Петра, чья жена Анна Салтыкова была дочерью Марфы Прозоровской.

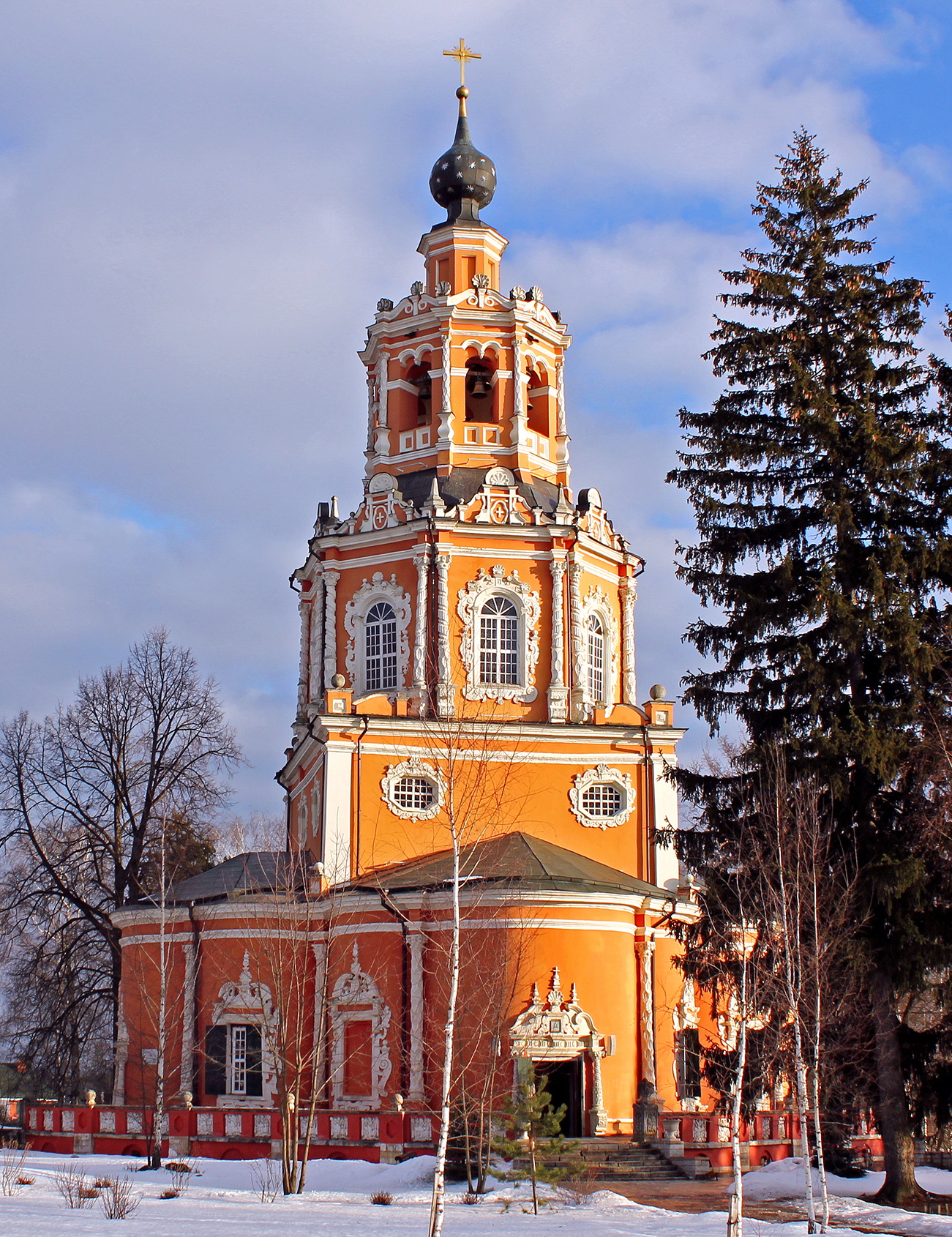
Спасская церковь (Уборы) с 12-тилепестковым планом в виде голгофского креста. Имение Петра Шереметева, во втором браке женившегося на овдовевшей Анне Нарышкиной (Салтыковой), дочери Марфы Прозоровской

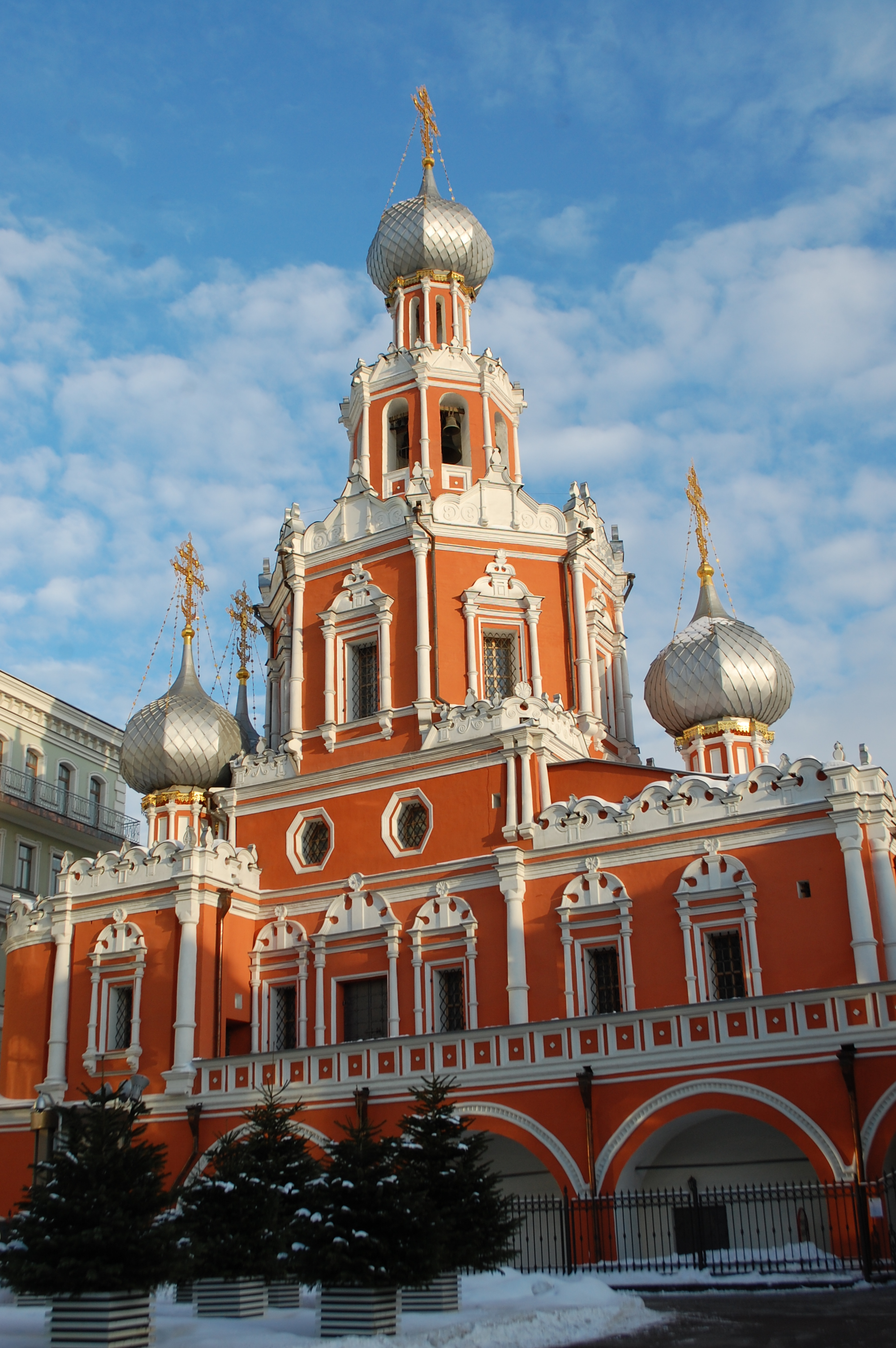
Церковь иконы Божией Матери «Знамение» на Шереметевом дворе (бывшем Нарышкином). Построена в конце 1680-х годов при Льве Нарышкине, родном дяде царя Петра, чья жена Анна Салтыкова была дочерью Марфы Прозоровской

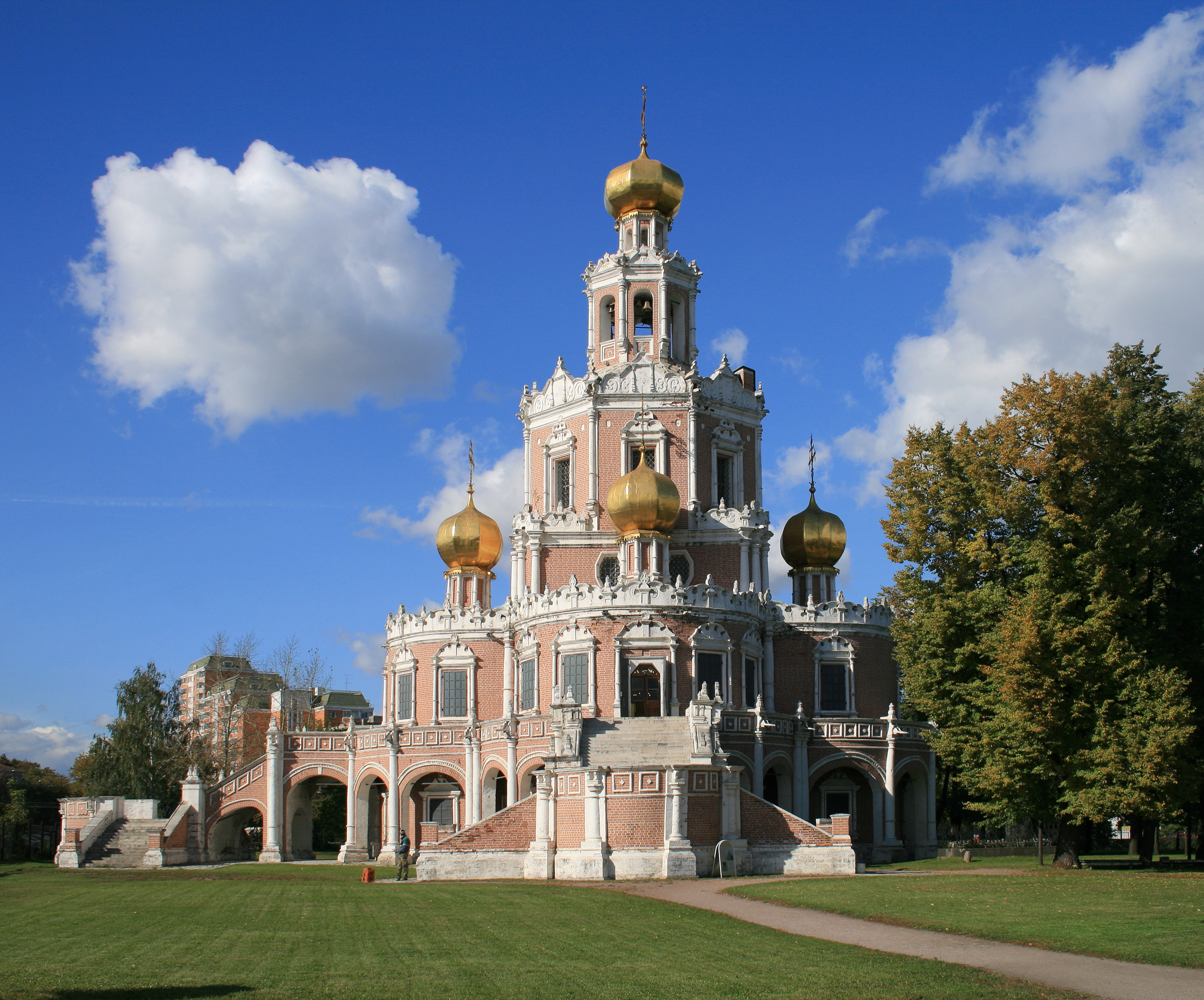
Храм Покрова Пресвятой Богородицы в Филях. До 1690 года это имение принадлежало Милославским, ближайшим родственникам Царевны Софьи. Построена при Льве Нарышкине, родном дяде царя Петра, чья жена Анна Салтыкова была дочерью Марфы Прозоровской

Церковь Бориса и Глеба в Зюзине, Москва
«Нарышкинский стиль» тесно связан с узорочьем, но это в какой-то мере его дальнейшая стадия, в которой проступают преобразованные формы западноевропейской архитектуры — ордера и их элементы, декоративные мотивы, несомненно, барочного происхождения.
От архитектуры XVI века его отличает пронизывающая вертикальная энергия, скользящая по граням стен, и выбрасывающая пышные волны узоров.
Для зданий «нарышкинского стиля» характерны смешение противоречивых тенденций и течений, внутренняя напряженность, разнородность структуры и декоративной отделки. В них присутствуют черты европейского барокко и маньеризма, отголоски готики, ренессанса, романтизма, слившиеся с традициями русского деревянного зодчества и древнерусской каменной архитектуры. Характерен двойственный масштаб — одного гигантского, вертикально устремленного, и другого — миниатюрно-детального. Эта особенность нашла воплощение во многих архитектурных проектах в Москве в течение всей первой половины XVIII века. Многие традиции нарышкинского стиля можно обнаружить в проектах И. П. Зарудного (Меньшикова башня), Баженова и Казакова.
Элементы наружной отделки типично маньеристического стиля использованы не для расчленения и украшения стен, а для обрамления пролетов и украшения ребер, как было принято в традиционном русском деревянном зодчестве. Противоположное впечатление производят элементы внутреннего декора. Традиционный русский растительный узор приобретает барочную пышность.
Характерное для европейского барокко непрерывное движение, динамика перехода лестниц от наружного пространства к внутреннему, в нарышкинском стиле не получило столь явного воплощения. Лестницы его скорее нисходящие, чем восходящие, изолирующие внутреннее пространство зданий от наружного. В них видимы скорее черты традиционного народного деревянного зодчества.
Лучшими образцами нарышкинского стиля считаются появившиеся центрические ярусные храмы, хотя параллельно с этой новаторской линией возводилось множество традиционных, бесстолпных, перекрытых сомкнутым сводом и увенчанных пятью главами церквей, обогащённых новыми архитектурными и декоративными формами[2] — прежде всего, заимствованными из западноевропейской архитектуры элементами ордера, обозначившими тенденцию перехода от средневековой безордерной к последовательно ордерной архитектуре[4]. Для нарышкинского стиля также характерна двуцветность сочетания красного кирпича и белого камня, использование полихромных изразцов, позолоченной деревянной резьбы в интерьерах, следующих традициям «русского узорочья» и «травяного орнамента». Сочетание красных кирпичных стен, отделанных белым камнем или гипсом, было характерно для зданий Нидерландов, Англии и Северной Германии.
Построенные в нарышкинском стиле здания нельзя назвать подлинно барочными в западноевропейском понимании[5]. Нарышкинский стиль в своей основе — архитектурной композиции — оставался русским, и только отдельные, зачастую едва уловимые элементы декора заимствовались из западноевропейского искусства. Так, композиция ряда возведённых церквей противоположна барочной — отдельные объёмы не сливаются в единое целое, пластично переходя друг в друга, а поставлены один на другой и жёстко разграничены, что соответствует принципу формосложения, типичному для древнерусского зодчества. Иностранцами, равно как и многими россиянами, знакомыми с западноевропейскими образцами барокко, нарышкинский стиль воспринимался как исконно русское архитектурное явление.

#### Постройки
Одни из первых построек в новом стиле появились в московских и подмосковных имениях боярской семьи Нарышкиных (из рода, которых происходила мать Петра I, Наталья Нарышкина), в которых были возведены светски-нарядные многоярусные церкви из красного кирпича с некоторыми белокаменными декоративными элементами (яркие примеры: Церковь Покрова в Филях (1690—1693), церковь Троицы в Троице-Лыкове (1698—1704), которым свойственны симметричность композиции, логичность соотношений масс и размещения пышного белокаменного декора, в котором свободно истолкованный ордер, заимствованный из западноевропейской архитектуры, служит средством зрительно связать многосоставный объём постройки.

«Церковь Покрова в Филях… — лёгкая кружевная сказка… чисто московская, а не европейская красота… Оттого-то стиль московского барокко имеет так мало общего с барокко западноевропейским, оттого он так неразрывно спаян со всем искусством, непосредственно ему на Москве предшествовавшим, и оттого для каждого иностранца так неуловимы барочные черты… Покрова в Филях или Успения на Маросейке, кажущихся ему совершенно такими же русскими, как и Василий Блаженный».— Игорь Грабарь, российский искусствовед
Церковь Покрова в Филях построена по принципам формосложения, типичным для русской архитектуры XVII века, представляя собой ярусный пятиглавый храм, в котором жёстко разграниченный объёмы колокольни и церкви расположены на одной вертикальной оси, так называемый восьмерик на четверике. Четверик, окружённый полукружиями апсид — собственно сама церковь Покрова, а расположенный выше, на следующем ярусе, восьмерик — церковь во имя Спаса Нерукотворного, перекрытая восьмилотковым сводом[6]. На нём возвышается ярус звона, выполненный в форме восьмигранного барабана и увенчанный ажурной позолоченной гранёной главой-луковкой, в то время как оставшиеся четыре главы завершают апсиды церкви. У основания церкви расположены гульбища, окружающие церковь просторные открытые галереи. В настоящее время стены храма выкрашены в розовый цвет, подчёркивающий белоснежные декоративные элементы постройки.
Аналогичные черты имеет полностью белоснежная церковь Троицы, расположенная в другой усадьбе Нарышкиных, Троице-Лыково, и возведенная Яковом Бухвостовым. С именем этого крепостного по происхождению зодчего связаны и многие другие постройки в нарышкинском стиле[7]. Показательно, что в постройках Бухвостова присутствуют элементы намеренно введённого западноевропейского ордера (соответствующая терминология используется и в подрядной документации), однако применение им ордерных элементов отличается от принятого в европейской традиции: главным несущим элементом, как и в древнерусской архитектурной традиции, остаются стены, почти исчезнувшие из виду среди многочисленных элементов декора.
Ещё одним выдающимся строением в нарышкинском стиле являлась построенная крепостным зодчим Петром Потаповым для купца Ивана Матвеевича Сверчкова тринадцатиглавая Успенская церковь на Покровке (1696—1699)[8], которой восхищался Бартоломео Растрелли, а Василий Баженов ставил её в один ряд с храмом Василия Блаженного. Церковь была настолько живописна, что даже Наполеон, распорядившийся взорвать Кремль, выставил возле неё специальную охрану, дабы она не была поражена начавшимся в Москве пожаром[9]. До настоящего времени церковь не дошла, поскольку была разобрана в 1935—1936 годах под предлогом расширения тротуара.
Церковь Иоанна Воина на Якиманке (1706—1713) намечает переход от нарышкинского барокко к петровскому.
В традициях нарышкинского стиля были перестроены многие церкви и монастыри, что отразилось, в частности, на ансамблях Новодевичьего[10] и Донского монастырей, Крутицкого подворья в Москве. В 2004 году комплекс Новодевичьего монастыря был внесён в список объектов Всемирного наследия ЮНЕСКО, в том числе, в качестве «выдающегося образца так называемого „московского барокко“» (критерий I), а также как «выдающийся пример исключительно хорошо сохранившегося монастырского комплекса, детально отображающий „московское барокко“, архитектурный стиль конца XVII в.» (критерий IV)[11]. В монастыре сохранены стены и ряд церквей, построенных либо перестроенных в нарышкинском стиле.
В архитектуре Петербурга начала XVIII века нарышкинский стиль не получил дальнейшего развития. Однако между нарышкинской архитектурой и петровским барокко Петербурга первой четверти XVIII века существует определённая преемственность, характерными примерами которой являются здания служившей для светских нужд Сухаревской башни (1692—1701) и церкви Архангела Гавриила или Меншиковой башни (1701—1707) в Москве[1]. В основу композиции Меншиковой башни, построенной зодчим Иваном Зарудным на Чистых прудах в Москве для ближайшего сподвижника Петра I, князя Александра Меншикова, положена традиционная схема, заимствованная из украинской деревянной архитектуры — несколько уменьшающихся кверху поставленных друг на друга ярусных восьмигранников.
В создании архитектуры нарышкинского барокко, в отличие от петровского, отметились в основном русские мастера, что и определило специфичный характер построенных зданий — они представляли собой в большой степени древнерусские по характеру конструкции здания с заимствованными из западноевропейского зодчества деталями, как правило, носившими лишь декоративный характер.

#### Значение для русской архитектуры
Нарышкинский стиль наиболее сильно сказался на облике Москвы, но он также оказал большое влияние на развитие всей архитектуры России XVIII века, будучи связующим элементом между архитектурой Москвы и строящегося Санкт-Петербурга. Во многом именно благодаря нарышкинскому стилю был сформирован самобытный образ русского барокко, что особенно отчётливо проявилось в его позднем, елизаветинском периоде: в шедеврах Бартоломео Растрелли-младшего черты московского барокко соединяются с элементами итальянской архитектурной моды того времени, во внешнем убранстве таких московских барочных зданий, как храм Святого Климента (1762—1769, архитектор Пьетро Антони Трезини либо Алексей Евлашев), Красные ворота (1742, архитектор Дмитрий Ухтомский) также видны черты нарышкинской архитектуры, прежде всего, характерное для неё сочетание красного и белого цветов в отделке стен.
Позднее, уже в конце XIX века нарышкинская архитектура, многими воспринимаемая к тому времени, как типично русское явление, оказала определённое влияние на формирование русского стиля.

#### Список построек
В данном списке в хронологическом порядке перечислены наиболее известные постройки, созданные в нарышкинском стиле.
| Дата постройки           | Постройка                                                     | Архитектор                                        | Местонахождение |
| 1686                     | Борисоглебский собор                                          | предположительно Яков Бухвостов                   | Рязанская область, г. Рязань, Сенная ул., 32                                                                                                   |
| 1687                     | Храм Воскресения Христова в Кадашах                           | Сергей Турчанинов                                 | Москва, 2-й Кадашевский пер., 7 |
| ок. 1688                 | Церковь Бориса и Глеба в Зюзине                               | —                                                 | Москва, Перекопская ул., 7 |
| 1685—87                  | Церковь Успения Богородицы в Новодевичьем монастыре           | —                                                 | Москва, Новодевичий пр., 1С1 |
| 1683—88                  | Церковь Покрова Пресвятой Богородицы в Новодевичьем монастыре | —                                                 | Москва, Новодевичий пр., 1С1 |
| 1688—89                  | Церковь Святого Духа в Солотчинском монастыре                 | предположительно Яков Бухвостов                   | Рязанская область, Рязанский район, пос. Солотча                                                                                               |
| 1691                     | Церковь Знамения на Шереметьевом дворе                        | —                                                 | Москва, Романов пер., 2 (во дворе) |
| 1691                     | Церковь Смоленской иконы Богоматери в Софрине                 | —                                                 | Московская область, Пушкинский район, с. Софрино.                                                                                              |
| 1693                     | Церковь Св. Сергия в Могутове                                 | —                                                 | Московская область, Наро-Фоминский район, с. Могутово.                                                                                         |
| 1692—95, разр. в 1934    | Сухаревская башня                                             | Михаил Чоглоков                                   | Москва, в районе перекрёстка Сухаревской пл. и проспекта Мира                                                                                  |
| 1690—96                  | Покровская надвратная церковь в Высоко-Петровском монастыре   | —                                                 | Москва, ул. Петровка, 28 |
| 1693—96                  | Церковь Покрова в Филях                                       | —                                                 | Москва, Новозаводская ул., 6 |
| 1696                     | Церковь Живоначальной Троицы в Хохлах                         | —                                                 | Москва, Хохловский пер., 12 |
| 1696                     | Церковь Архангела Михаила в Станиславле                       | —                                                 | Московская область, Ленинский район, с. Станиславль.                                                                                           |
| 1690—97, разр. в 1941    | Надвратный храм Новоиерусалимского монастыря                  | Яков Бухвостов                                    | Московская область, Истринский район, г. Истра, на территории сегодняшнего «Историко-архитектурного и художественного музея „Новый Иерусалим“» |
| 1694—97                  | Спасская церковь в Уборах                                     | Пётр Шереметев, Кузьма Бакров, Яков Бухвостов[12] | Московская область, Одинцовский район, с. Уборы                                                                                                |
| 1684-98                  | Большой собор Донской иконы Божией Матери в Донском монастыре | —                                                 | Москва, Донская пл., 1 |
| 1698                     | Надвратная церковь Иоанна Предтечи в Солотчинском монастыре   | —                                                 | Рязанская область, Рязанский район, пос. Солотча                                                                                               |
| 1693—99                  | Успенский собор Рязанского кремля                             | Яков Бухвостов                                    | Рязанская область, г. Рязань, Кремль |
| 1696—99, разр. в 1935—36 | Церковь Успения Пресвятой Богородицы на Покровке              | Пётр Потапов                                      | Москва, ул. Покровка, рядом с д. 5 (бывший дом причта церкви)                                                                                  |
| 1702                     | Церковь Троицы в Конобееве                                    | —                                                 | Московская область, Воскресенский район, с. Конобеево.                                                                                         |
| 1693—1703                | Церковь Архангела Михаила в Тропарёве                         | —                                                 | Москва, просп. Вернадского, 90 |
| 1698—1704                | Церковь Троицы в Троице-Лыковом                               | Яков Бухвостов                                    | Москва, Одинцовская ул., 24 |
| 1705                     | Троицкая церковь Ново-Голутвина монастыря                     | —                                                 | Московская область, Коломенский районг. Коломна, ул. Лазарева, 9-11                                                                            |
| 1705—07                  | Церковь Архангела Гавриила (Меншикова башня)                  | Иван Зарудный                                     | Москва, Архангельский пер., 15 |
| 1703—1708                | Церковь Св. Николая в Озерецком                               | —                                                 | Московская область, Дмитровский район, с. Озерецкое.                                                                                           |
| 1708                     | Церковь Смоленской иконы Богоматери в Кривцах                 | —                                                 | Московская область, Раменский район, с. Кривцы.                                                                                                |
| 1703—1710                | Церковь Знамения в Холмах                                     | —                                                 | Московская область, Истринский район, с. Холмы.                                                                                                |
| 1713                     | Церковь Покрова в Тропарёве                                   | —                                                 | Московская область, Можайский район, с. Тропарёво.                                                                                             |

Примечания:
- Следует иметь в виду, что в силу невозможности точного определения стилистических границ нарышкинского стиля, отдельные здания из приведённого списка могут рассматриваться некоторыми исследователями как относящиеся к иным стилям русской архитектуры
- Зелёным отмечены здания, являющиеся памятниками истории и культуры федерального значения
- Розовым цветом отмечены здания, внесённые в Список объектов Всемирного наследия ЮНЕСКО
- Серым цветом отмечены утраченные здания

#### Известные зодчие и строители
- Яков Бухвостов
- Иван Зарудный
- Пётр Потапов
- Осип Старцев
- Михаил Чоглоков

### Голицынский стиль

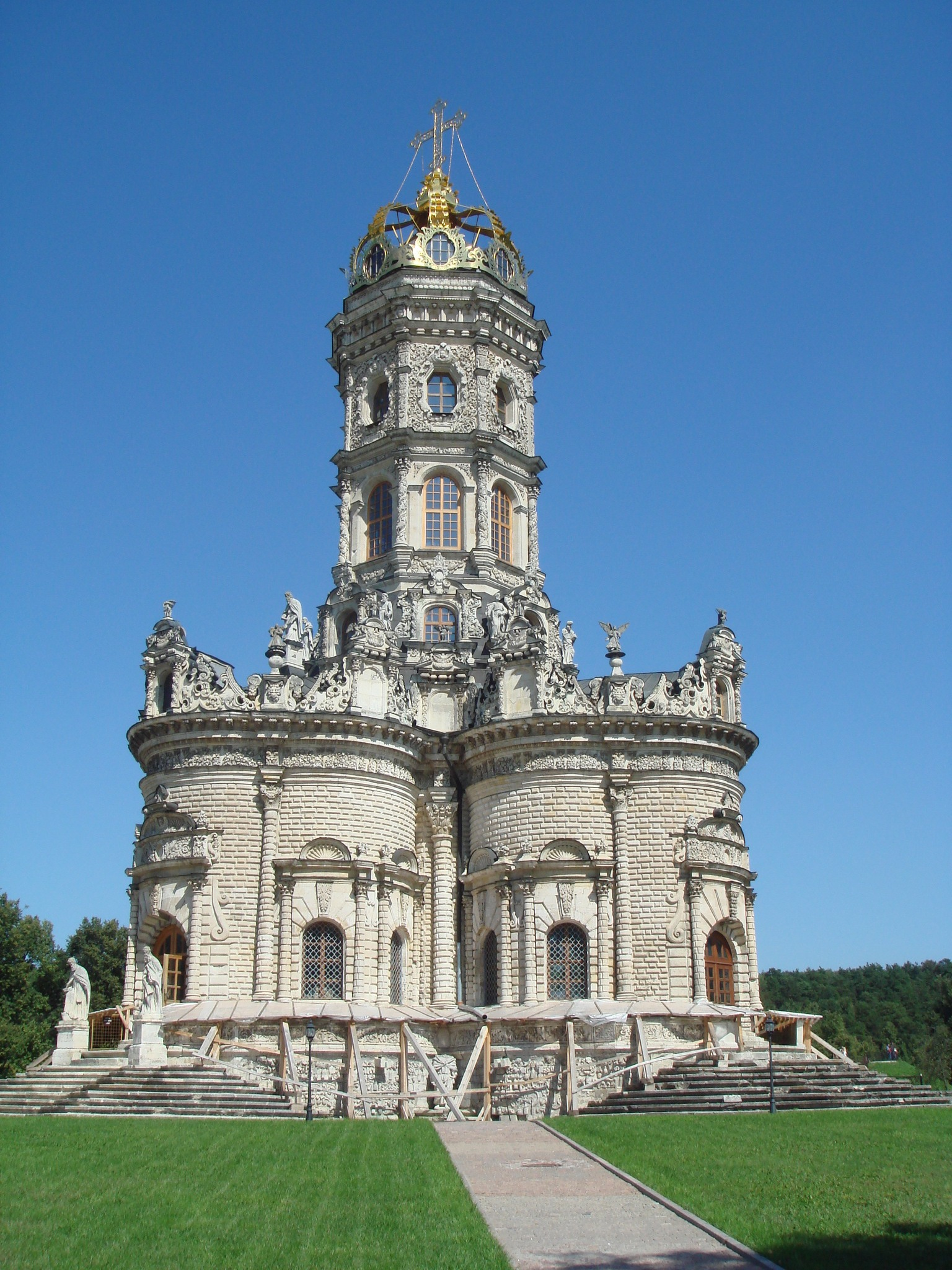
Церковь Знамения в Дубровицах — яркий образец голицынской вариации «московского барокко»

Совсем небольшую группу составляют две церкви, построенные по заказу князей П. А. и Б. А. Голицыных в Перово и Дубровицах. Большое участие в строительстве и оформлении принимали западноевропейские мастера, в том числе итальянские, поэтому облик этих зданий достаточно сильно выделяется из классических образцов «московского барокко». Однако об отдельном стиле говорить не приходится (всего два здания), скорее о «памятниках голицинского круга».

### Стиль Прозоровских
В начале 2000-х годов было выделено ещё одно течение, связанное с семьёй князей Прозоровских.
Это небольшая группа церквей, тесно связанная с первой церковью типа восьмерик на четверике — восстановленной церковью Успения в Петровском-Дальнем. Несмотря на то, что составление её проекта было связано с именем князя В. В. Голицына (на это обратил внимание ещё Г. К. Вагнер), лаконичное внешнее оформление церкви, необычное для московского барокко, в значительной степени отражало вкусы заказчика — П. И. Прозоровского.
Довольно стойкая стилистическая линия, несмотря на небольшое количество построек, имеет достаточно обширное хронологическое и географическое развитие, в каждом из последующих зданий этого направления видна связь с исходным прототипом.
Лаконичная архитектура Прозоровских нашла своих почитателей — это церкви в селе Страхово (Заокский район Тульской области) и Троицкая церковь в Троицком (Теплый Стан, сейчас — поселок Мосрентген в Московской области).
Примечательно, что и наиболее выдающиеся строения нарышкинского стиля находятся в тех владениях Нарышкиных, где жили их родственники, происходившие из семьи Прозоровских.

## Основные постройки

### Культовые здания

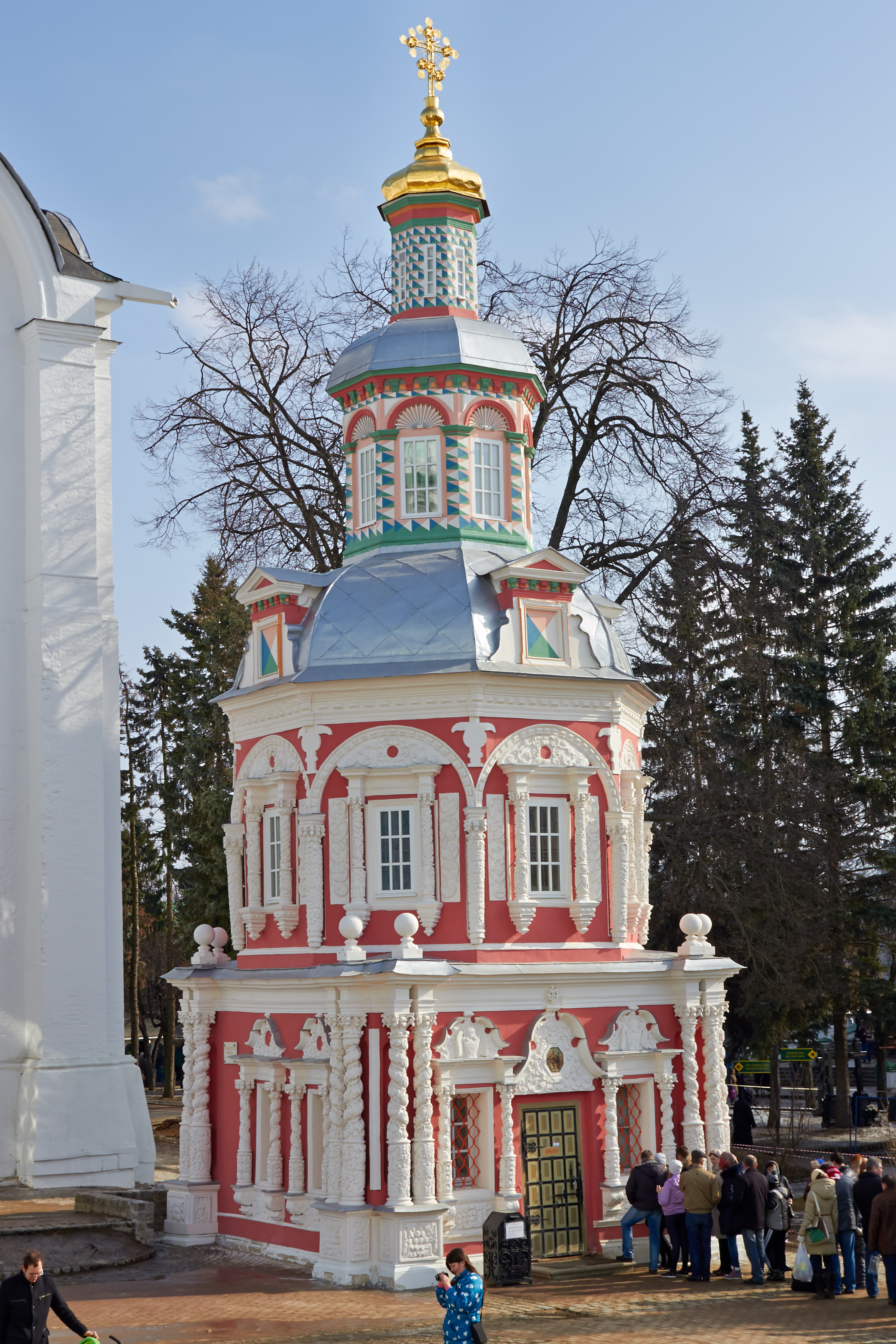
Успенская колодезная часовня в Троицкой лавре

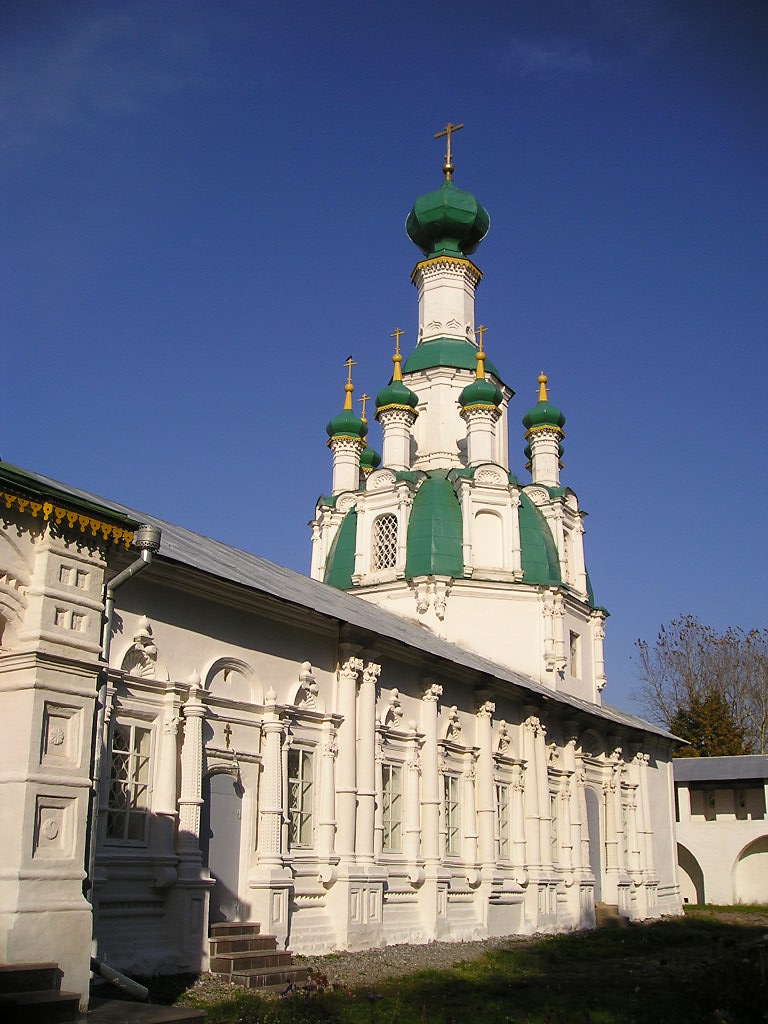
Больничная церковь Толгского монастыря в Ярославле

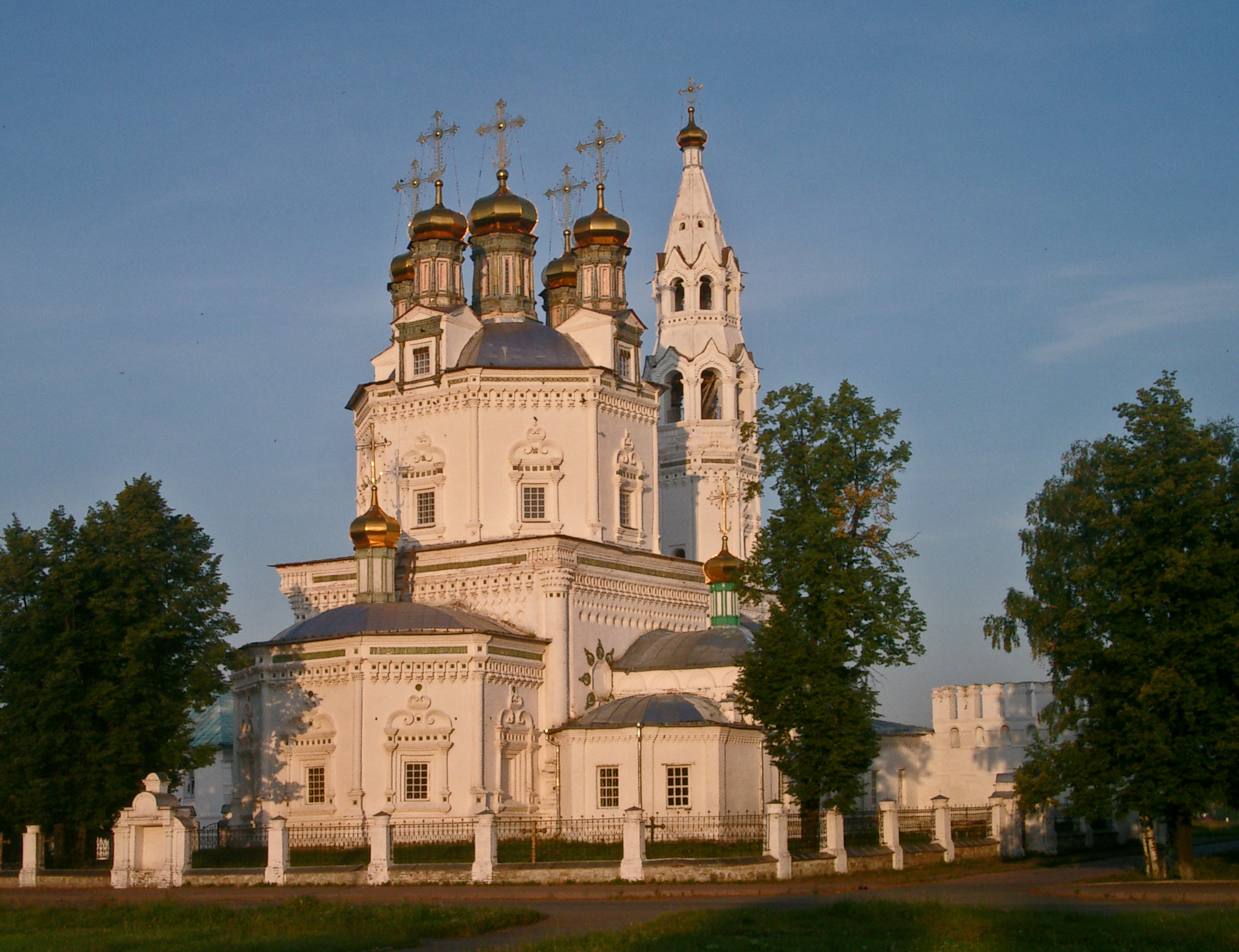
В провинции московское барокко принимало своеобразные, подчас весьма причудливые формы (Троицкий собор в Верхотурье)

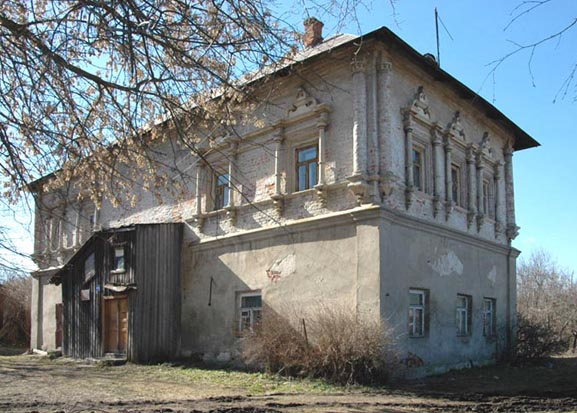
Воеводский дом в Коломне

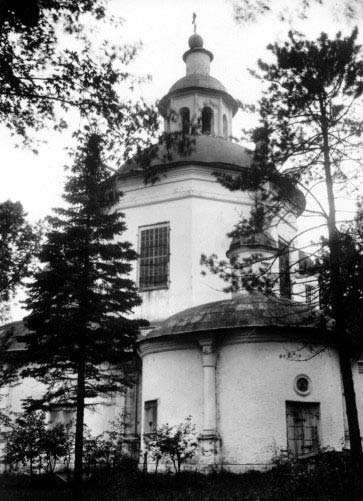
В 1684—1688 годах в подмосковном селе Петровское-Дурнево, имении князей Прозоровских, ставших с апреля 1684 года, родственниками князей Голицыных, была построена Успенская церковь с 12 лепестковым планом в виде голгофского креста, ставшая прообразом многих позднейших построек голицынского и нарышкинского барокко. Автор князь Василий Васильевич Голицын. Церковь многократно посещалась Царем Иваном Алексеевичем с супругой и Царевной Софьей с сестрами. Восстановлена в настоящее время

- Ранние постройки

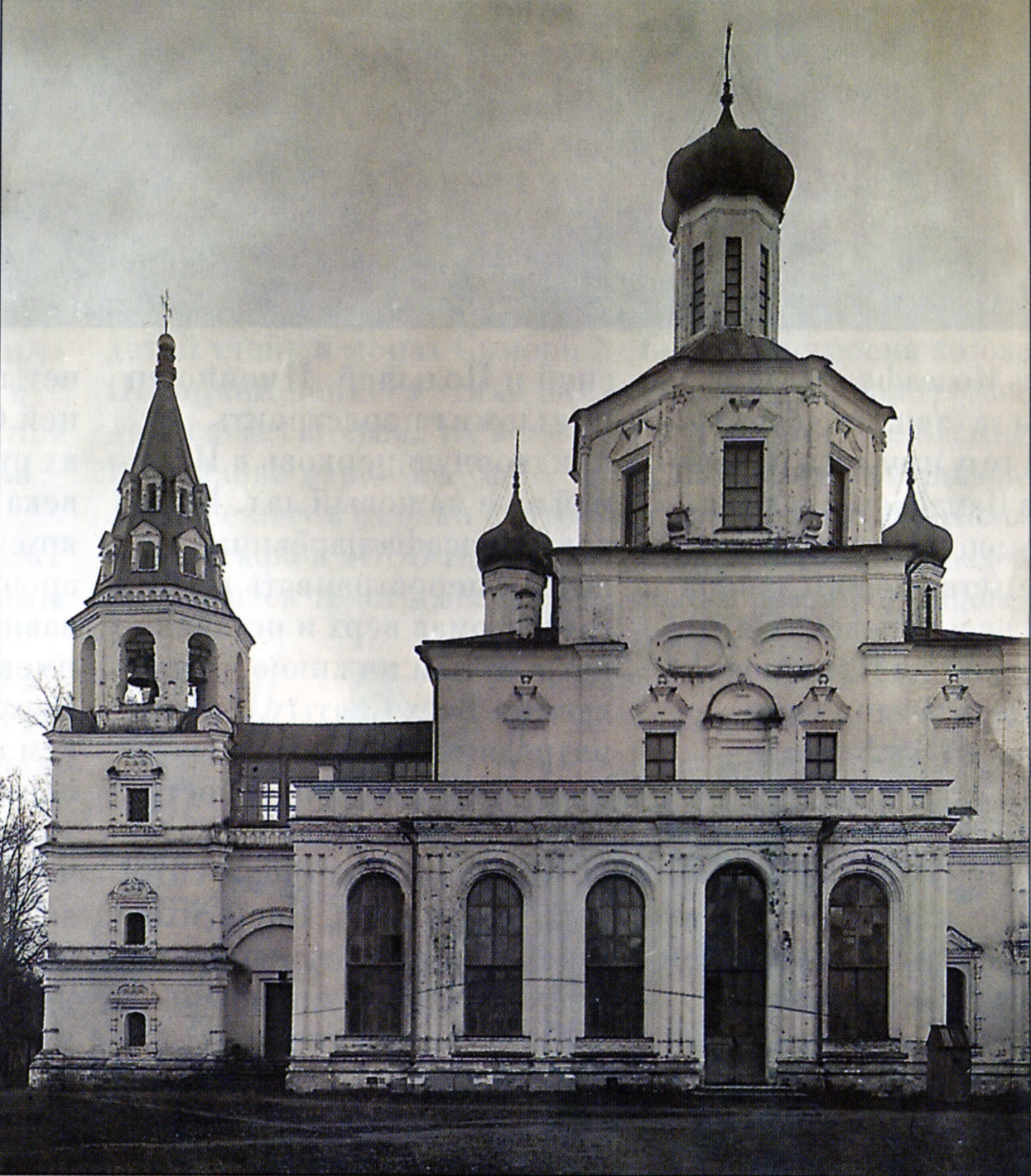
Церковь царевича Иоасафа в Измайлове, построенная в 1678
и в 1685—1687 годах перестроенная царевной Софьей, строительством руководил её фаворит "Великий"Голицын. Позднее перестроена в нижней части и колокольне архитектором Тоном в середине XIX века.

- - Трапезная палата Симонова монастыря (1679—1685, архитектор О. Д. Старцев)
  - Церковь Параскевы Пятницы в Охотном Ряду (1684—1687, не сохранилась).
  - Храм Воскресения Христова в Кадашах (1687—1695, архитектор Сергей Турчанинов).

- Постройки периода расцвета см. в статьях: Нарышкинское барокко, восьмерик на четверике.

Региональные памятники

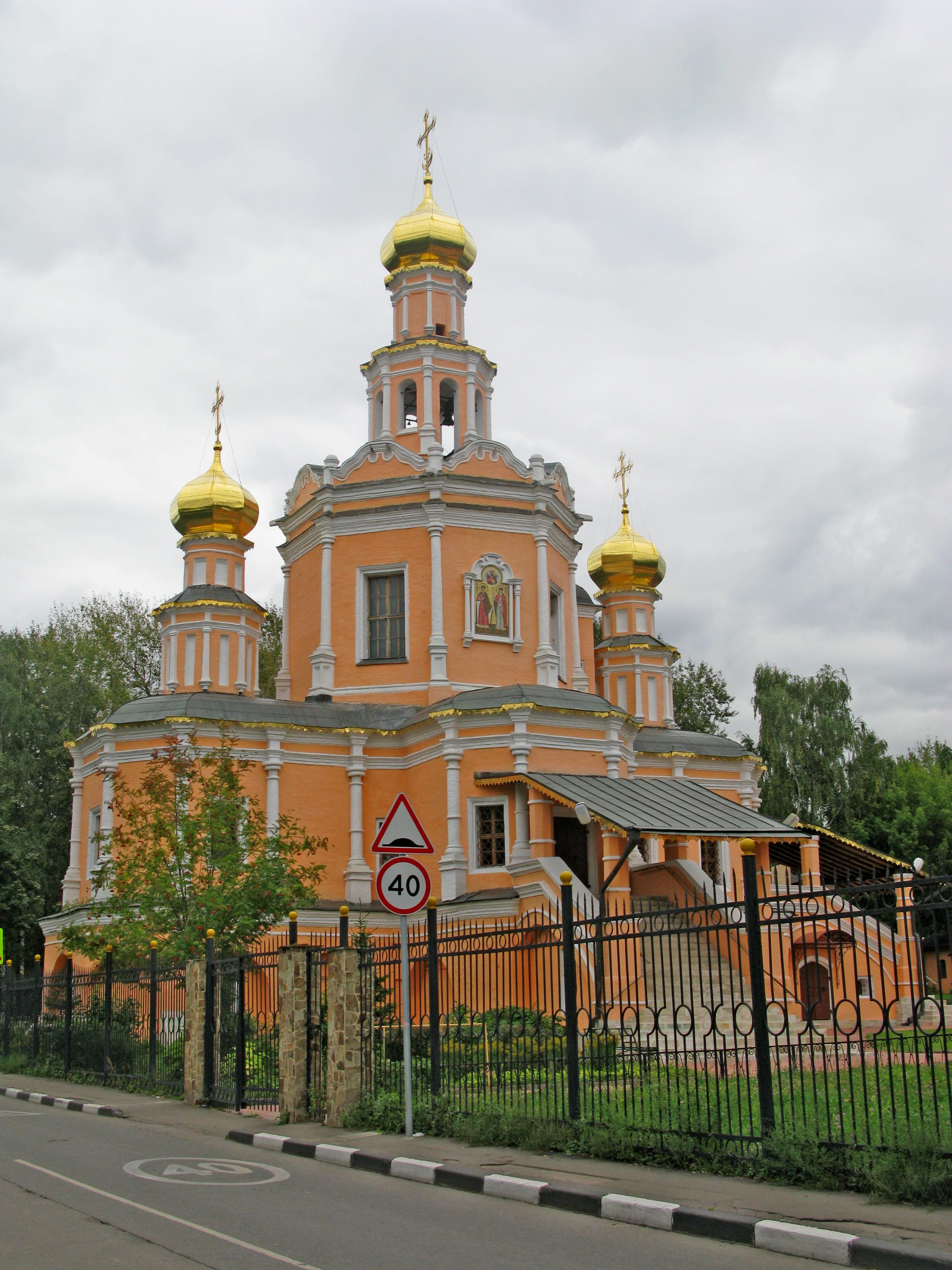
Церковь Бориса и Глеба в Зюзине — имении Бориса Ивановича Прозоровского, бездетного дяди Анастасии Прозоровской — жены князя Ивана Голицына

Основные региональные памятники московского барокко расположены в Московской области и крупнейших городах России того времени:
- Рязань — Успенский собор (1697—1699, зодчий Я. Г. Бухвостов), под городом — Солотчинский монастырь с оригинальными барочными решениями
- Тобольск — постройки Тобольского кремля, часть из которых была возведена по проекту Семена Ремезова. На основе «московского барокко» в Сибири развилось самобытное «сибирское барокко».
- Астрахань — Успенский собор (1699—1710, зодчий Дорофей Мякишев)
- Казань — Петропавловский собор (1723—1726) — один из лучших региональных образцов, по пропорциям и оформлению принадлежит к вершинам стиля.

### Жилые здания
- Дворец князя В. В. Голицына в Охотном ряду (1687)
- Воробьёвский дворец (1687)
- Палаты Троекурова в Охотном Ряду (1696)
- Дворец Лефорта в Немецкой слободе (1698—1699 гг., зодчий Д. В. Аксамитов, многие элементы позволяют отнести это здание к переходной фазе стиля)
- Дворец князя Гагарина на Большой Лубянке (1699 г.)

Региональные памятники
- Палаты Коробова в Калуге (1690)
- Дом Михляева в Казани
- Воеводский дом в Коломне

### Общественные здания
- Монетный Двор на Красной площади (1697)
- Корпус Славяно-Греко-Латинской академии (1687, перестроен)
- Здание Земского приказа (на Красной площади) (1700)
- Сретенские ворота Земляного города, известные как Сухарева башня (1692—1695, расширена 1698—1701 годах, зодчий М. Чоголков)

### Инженерные и оборонительные сооружения
- Большой каменный мост (1687—1692, не сохранился, зодчий — старец Филарет (по атрибуции Б. Н. Надежина)
- Стены и башни Воскресенского Ново-Иерусалимского монастыря (1690—1694, строитель Я. Г. Бухвостов)

## Мастера
Москва
- Старцев, Осип Дмитриевич
- Бухвостов, Яков Григорьевич
- Чоглоков, Михаил Иванович
- Аксамитов, Дмитрий Васильевич

Тобольск
- Ремезов, Семен Ульянович

Астрахань
- Мякишев, Дорофей